# 金骏眉
金骏眉，是武夷山红茶正山小种的一个分支，由正山小种传统工艺改良而来，以纯芽尖制成，是福建高端红茶的代表，现已成为中国红茶中最为昂贵的品种之一，主产区为武夷山桐木关。

## 研发过程
2005年，在桐木村的北京客人张孟江和阎翼峰提议用芽头来制作最高级别的正山小种红茶。同年，由福建武夷山正山茶业董事长江元勋及其制茶师团队首创研发而成，金骏眉首泡制作人为福建制茶大师梁骏德。金骏眉基本上沿袭了正山小种传统的制造工艺，金骏眉红茶制作采用桐木村正山小种鲜芽，银骏眉则采用的是正山小种一芽一叶，茶叶口感绵甜，十分耐泡，可连续冲泡12次后口感依然保持饱满甘甜。

## 金骏眉商标之争
金骏眉的商标归属之争从2007年至2013年共持续了7年，2007年2月26日，桐木茶叶公司向国家商标总局提出注册申请。同年3月9日，福建武夷山国家级自然保护区正山茶业有限公司也提出了申请。不过，在2009年6月，商标局先后以「金骏眉是红茶品种名称」为由驳回了这两家公司的申请。
此后，武夷山桐木关当地的茶商、茶农分成了金骏眉商标之争的三大阵营。首创研发并发布注册公告的正山茶业认为商标理应归属自己企业，骏德茶业、桐木茶叶公司等联合组成的十几家当地茶企则认为金骏眉的研发是集体的智慧理应归为通用名称，还有些并不以金骏眉作为销售重点的茶叶经销商选择中立。2013年12月12日，北京市高级人民法院宣判视「金骏眉」为通用名称不予商标注册，成为与铁观音、碧螺春、大红袍一样的茶叶通用名称。